# Magda Lladó Fuster
Magda Lladó Fuster (Sallent, 7 de juny de 1912 - Barcelona, 27 de setembre de 2014) fou una activista d'ideologia republicana i progressista que s'involucrà en la lluita pels drets socials i polítics a Sabadell durant el període de la Segona República. La seva vessant com a escriptora es va iniciar passats els setanta anys, reflectint en la seva obra bona part de les seves vivències personals i polítiques, especialment durant la Segona República, la Guerra Civil i l'exili.

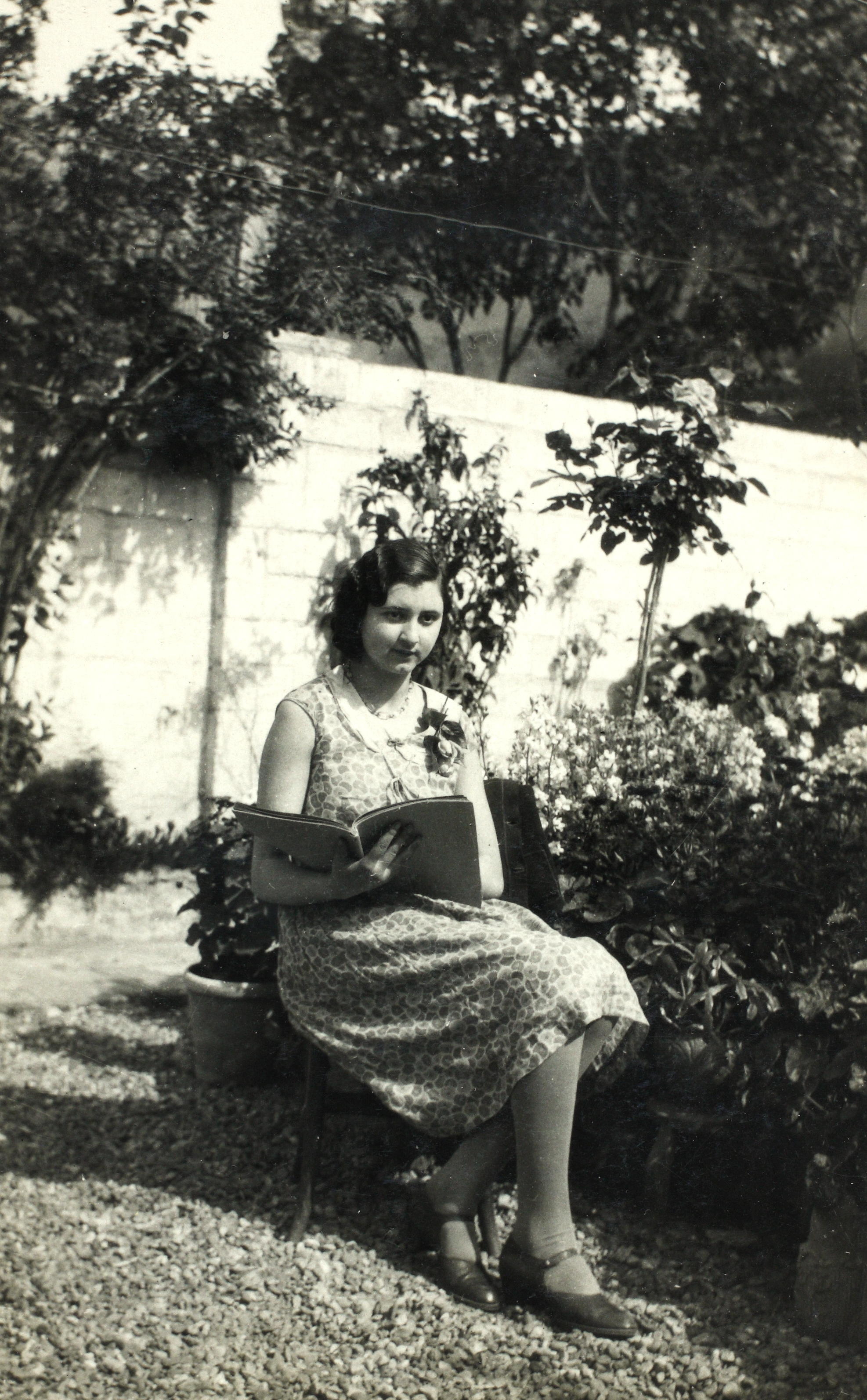
Magda Lladó i Fuster llegint al pati d'una veïna. Sabadell, ca. 1929 (autor desconegut / AHS).

## Biografia
Després de viure cinc anys a Sallent, Lladó es traslladà amb la seva família a Sabadell i s'escolaritzà a les Escolàpies, on acabà estudiant comerç. El seu pare, Joan Lladó Font, era el director de la secció de modelisme de La Electrcidad, SA. Educada pel seu entorn familiar en l'esquerranisme i el republicanisme, es va introduir al Círcol Republicà Federal de la mà del seu pare quan encara era una adolescent. Dins de la biblioteca d'aquesta entitat va poder cobrir les seves inquietuds i estendre els seus coneixements. Als 16 anys va començar a treballar com a comptable en el taller d'un amic de la família. Entre els 17 i els 19 anys va patir una forta crisi existencial fins al punt de fer trontollar la seva fe. Va ser un període inestable en què es van anar formant i solidificant els seus valors morals i espirituals mentre absorbia i incorporava nous coneixements. Cap a la vintena va entrar en contacte amb entitats com la Societat Teosòfica Rama Fides de Sabadell, la francmaçoneria i els Idealistes Pràctics, alhora que assistia a nombroses reunions i conferències per seguir de prop tots els corrents culturals, polítics i filosòfics que florien en aquells moment.
L'any 1932 va fundar, amb Fidela Renom Soler, Anna Alavedra Trullàs, Aurora Farràs Pagès, Aauxília Janer Boix, Aurora Navarro i Maria Ausió, la Lliga Laica Femenina. Aquesta entitat va posar en funcionament guarderies gratuïtes per als fills de les obreres i també va crear el Cos d'Infermeres Laiques per tal d'oferir una cobertura sanitària als obrers malalts sense recursos.
L'any 1933 Magda Lladó va pronunciar el discurs inaugural de la secció femenina de l'Agrupació Excursionista Terra i Mar i també va entrar en la política activa. Dins del món de l'excursionisme va conèixer Robert Plans i Badia, director d'una fàbrica de teixits amb un ideari polític molt proper al de la Magda. Es casaren el 27 d'octubre de 1934. Lladó es va quedar embarassada de la seva filla Diana poc abans d'esclatar la Guerra Civil. El maig de 1938 el seu marit va ser cridat a files i tres mesos després morí en combat a la batalla del Segre, deixant-la vídua amb una criatura d'un any. Durant la guerra Magda Lladó va treballar de comptable al Gremi de Paletes, de secretària al Centre de Dependents del Comerç i de la Indústria de Sabadell i de mecanògrafa al camp d'aviació, als despatxos dels comandaments militars.
L'avanç de les tropes franquistes van empènyer Lladó a l'exili i va travessar la frontera amb la seva filla, a finals de gener de 1939. De seguida fou obligada a afegir-se a un contingent de 2.340 refugiats espanyols, sobretot bascos i catalans i principalment dones i infants, que van ser traslladats en tren a Grenoble, on hi arribà en el segon comboi, el 3 de febrer de 1939. Les instal·laren al Pavillon d'Armenonville, situat al costat del Grand Palais de la Houille Blanche i convertit en un centre d'acolliment de refugiats espanyols, i al cap de poc temps van aconseguir fugir-ne. Després va retornar al sud de França, a Montpeller, i va intentar, infructuosament, de viatjar a l'Argentina, ja que no va poder obtenir l'ajut de Josep Tarradellas. A partir de llavors van viure un període ple d'incerteses i precarietat, sobrevivint gràcies a l'ajuda de coneguts que també patien l'exili i de famílies benefactores desinteressades, treballant del que fos per tirar endavant. L'esclat de la Segona Guerra Mundial va complicar les coses. El matrimoni protestant que les acollia en aquell moment als Alps, al poble de Molins-en-Queyras, es va veure obligat a mobilitzar-se als terrenys que la família tenia al sud. Tots junts marxaren primer a Les Escoussols (Cabardès, Aude) i després a Lesinhan de las Corbièras, prop de Carcassona. Allà, la Magda va obtenir els papers de resident i començà a treballar com a comptable a l'empresa Ford que hi havia a la localitat.
Durant l'estada a Lesinhan de las Corbièras, va conèixer Joaquim Armisén Pusón, un advocat català exiliat a principis de la guerra que treballava com a director d'una gran destil·leria. Magda Lladó es va casar per segon cop amb ell i en dos anys van néixer els seus fills Edmond i Joaquim. La situació econòmica i familiar semblava estabilitzar-se, però amb l'ocupació germànica tornaren la gana i les penúries. Quan el conflicte s'intensificà i ja s'esperava l'ofensiva final dels aliats, a cavall dels anys 1943-1944, la Magda aconseguí travessar la frontera amb els seus fills per la Jonquera, però va ser detinguda i empresonada a Lleida. Gràcies a un salconduit signat per l'alcalde de Sabadell Josep Maria Marcet, va ser alliberada al cap de pocs dies i finalment va poder retrobar-se amb la seva família a Sabadell. Tanmateix, encara va haver de patir una segona detenció i empresonament de 40 dies a Barcelona. A la presó va coincidir amb la seva antiga companya Maria Gispert Coll.
Poc temps després el seu marit travessà la frontera i va reprendre l'ofici d'advocat, arrossegant Magda i als seus fills a viure a Barcelona amb ell, on es van establir de forma definitiva. Lladó també volia treballar i en diverses ocasions va pensar d'obrir un negoci pel seu compte, però el seu espòs no li ho va permetre, abonat per les lleis franquistes. Amb l'arribada de la democràcia, engegà una nova etapa com a empresària. Els seus negocis van funcionar prou bé i li permeteren trencar el lligam econòmic que la supeditava al marit. Amb el temps es va comprar un pis al Putxet i se'n va anar a viure sola. La seva separació matrimonial mai es va oficialitzar i va quedar només una relació freda de simple cordialitat.
Després de jubilar-se, amb setanta anys a l'esquena, Magda Lladó va iniciar la seva etapa com a escriptora, escrivint i publicant diversos llibres. Els títols Cròniques i La ruta del veredicte els va signar sota el pseudònim Francesca Badia i Font. Algunes obres no s'han arribat a publicar, però es poden consultar en format mecanoscrit a l'Arxiu Històric de Sabadell. A principis del segle xxi arribà el seu reconeixement. Es publicaren diversos articles a la premsa reivindicant la seva figura com a referent feminista durant la República i la seva vinculació al Círcol Republicà Federal. També tingueren lloc les presentacions dels seus darrers llibres a la Biblioteca Vapor Badia de Sabadell. El desembre del 2006 pronuncià una conferència a l'Ateneu Barcelonès: Magda Lladó i Fuster: feminista i lluitadora per una república federal. L'any 2010 el seu testimoni va ser recollit en el catàleg de l'exposició Sabadell, 1931. Una esperança desfeta, produïda pels museus municipals de Sabadell, el Museu d'Història i el Museu d'Art.

## Obra
Fora de la publicació d'un llibre de poesia de caràcter intimista i de dues novel·les centrades en personatges femenins, el pes de la seva producció literària gira entorn el relat autobiogràfic i se centra en el període de la Segona República, la Guerra Civil i l'exili a França, però també hi ha un espai pels records de la seva infantesa i adolescència. Les seves obres aporten, en conjunt, un retrat força fidedigne del teixit sociocultural que bullia a Sabadell abans de la guerra, alhora que són un testimoni directe dels moments històrics més rellevants que ha viscut la ciutat i el país durant la primera meitat del segle xx.

### Narrativa
- Cròniques, 1997
- Retalls de vida, 1997
- Páginas sueltas: retazos de vida, 1997
- La ruta del veredicte, 1999
- Recull de records, 2005
- Margot i Caterina, 2007

### Poesia
- Foc i cendres, 2000